# Petar Houbchev
Petar Houbchev (en búlgaro: Петър Хубчев, n. 26 de febrero de 1964) es un ex futbolista y entrenador búlgaro que actualmente dirige a Bulgaria. Como futbolista, Hubchev jugó como defensa central y desarrolló toda su carrera en Bulgaria y Alemania. Fue internacional con la selección de Bulgaria, con quien consiguió el cuarto puesto de la Copa del Mundo de 1994.

## Carrera profesional

### Como jugador
Nacido en la pequeña localidad de Glozhene, en la Provincia de Lovech, Houbchev comenzó su carrera como defensa central en el Osam Lovech (hoy Litex Lovech) y fue convocado para la selección nacional pese a que todavía jugaba en la B PFG. Posteriormente fue fichado por el Levski Sofia en 1989 después de 249 partidos con el Osam. Se quedó en Sofía hasta 1994, ganando dos títulos y dos copas nacionales. Su éxito en la Copa del Mundo de 1994 propició su fichaje por el histórico club alemán del Hamburger SV, equipo con el que incluso fue capitán. Después jugó en el Eintracht Frankfurt desde 1997, donde terminó su carrera a la edad de 38 años y continuó como asistente del entrenador, después de haber jugado 128 partidos y marcar dos goles en la Bundesliga alemana, además de 44 partidos en la 2. Bundesliga con otros dos goles.

### Como entrenador
En 2002 Houbchev se convirtió en el segundo entrenador del equipo nacional búlgaro del entrenador Plamen Markov y ayudó a Bulgaria a clasificarse para la Eurocopa 2004. Posteriormente continuó como asistente del nuevo seleccionador nacional de Bulgaria, Hristo Stoichkov.
Su debut como primer entrenador fue en el Slavia Sofía en 2005. En verano de 2009 firmó por el modesto Chernomorets Pomorie, al que llevó a la final de la Copa de Bulgaria, eliminando Minyor Pernik en los cuartos de final y Kaliakra Kavarna (4-1 después de los penaltis). El Chernomorets fue el segundo equipo de la B PFG que llegaba a la Copa de Bulgaria en la historia tras el logro del Chernomorets Burgas en 1989. El Chernomorets Pomorie perdió 1-0 la final contra el Beroe con un gol anotado por Doncho Atanasov. En 2011 fue nombrado entrenador del Botev Plovdiv, pero fue destituido después de los decepcionantes resultados. En enero de 2012 firmó por el Beroe Stara Zagora, con quien se proclamó campeón de la Copa y la Supercopa de Bulgaria.

## Palmarés

### Jugador
Levski Sofia
- A PFG: 1992–93, 1993–94
- Copa de Bulgaria: 1991–92, 1992–93

### Entrenador
Beroe Stara Zagora
- Copa de Bulgaria: 2012–13
- Supercopa de Bulgaria: 2013